# Čudsko jezero
Čudsko jezero (est. Peipsi järv, rus. Чудско озеро), ponegdje poznato i pod njemačkim nazivom Peipus, slatkovodno je reliktno jezero u Istočnoj Europi, smješteno na samoj granici Estonije i Ruske Federacije. Sjeverni i zapadni dio jezera administrativno pripada estonskima okruzima Ida-Virumaa, Jõgevamaa i Tartumaa, dok istočni dio jezera administrativno pripada Lenjingradskoj i Pskovskoj oblasti Rusije. Granica između dvije države prolazi sredinom jezera.
Čudsko jezero najsjevernije je i najveće jezero Čudsko-pskovskoga jezerskoga sustava. Površina Čudskoga jezera iznosi 2613 km2, najveća dužina jezera 96 km, najveća širina 50 km, prosječna dubina oko 7,5 metara, a maksimalna dubina 12,9 metara. Površina jezera pri prosječnom vodostaju leži na nadmorskoj visini od 30 metara. 
U jezero se ulijeva nekoliko rijeka, a najveće među njima su Emajõgi i Želča. Voda Čudskoga jezera jedino se izlijeva u rijeku Narvu koja povezuje jezero s Finskim zaljevom Baltičkoga mora.
Obale Čudskoga jezera dosta su ravne i niske, a nešto veći stupanj razvedenosti karakterističan je za jugozapadnu i jugoistočnu obalu. Obale su uglavnom pješčane, nerijetko s pješčanima dinama, dok je dno uglavnom ravno i prekriveno slojem ilovače. Područje od obale pa do nekih 300 metara k otvorenoj vodi dosta je plitko i zaraslo jezerskom vegetacijom. Tijekom razdoblja proljetnih poplava znatan dio priobalne ravnice je poplavljen, posebno uz zapadnu obalu. Na jugu se preko Toploga jezera sjedinjuje sa Pskovskim jezerom. 
Od ukupno 22 otoka koja se nalaze na jezeru, najveći otok je Piirissaar s površinom od 7,8 km2, a koje administrativno pripada Estoniji. Otok je udaljen 2,5 kilometara istočno od estonske obale, ima maksimalnu visinu od svega 4,5 metara i podložen je čestima poplavama. 
Najveća naselja na obalama jezera su gradići Gdov u Rusiji i Kallaste i Mustvee u Estoniji.
Godine 1242. na ovome se jezeru dogodila „Bitka na ledu” između teutonskih vitezova i Novgorodske Republike predvođene Aleksandrom Nevskim.

## Vanjske poveznice
|  | Zajednički poslužitelj ima još gradiva o temi Čudsko jezero |

- Чудское озеро, Enciklopedijski rječnik Brockhausa i Efrona
- Псковско-Чудское озеро
- Карты Псковско-Чудского озераa